# 烏斯季米夫卡 (扎切皮利夫卡區)
49°14′59″N 35°7′56″E / 49.24972°N 35.13222°E
烏斯季米夫卡（烏克蘭語：Устимівка）是位於烏克蘭東部的村莊，由哈爾科夫州别列斯京区的扎切皮利夫卡市鎮負責管轄。該村始建於1799年，面積1.37平方公里，海拔高度93米，2001年人口312，人口密度每平方公里228.2人。